# Marlin Model 60
Marlin Model 60 або Marlin Glenfield Model 60 — самозарядна гвинтівка, під дрібнокаліберний набій .22 LR. З понад 11 млн проданих одиниць належить до числа найпоширеніших гвинтівок свого класу. Формально виробляє гвинтівки Marlin Firearms, проте після придбання в 2007 році підприємство належить Remington Arms.

## Історія
В 1959 році Евальд Ніколь представив Marlin Model 99. За внутрішньою будовою, вона ідентична Моделі 60, яка була представлена в 1960 році. Однак, гвинтівки мали деякі зовнішні відмінності. Модель 99 мала ложу з горіху, а ствольна коробка мала кріплення прицілу на болтах. Модель 99 виготовляли з 1959 по 1961 роки, дешевший варіант рушниці, модель 99G, надходила під назвою Marlin Glenfield.
Мерлін Модель 60 була створена на основі моделі 99, представлена в 1960 році. Основною відмінністю стало використання берези замість волоського горіху для ложі, цим вдалось зменшити собівартість гвинтівки. Мерлін також відмовилась від використання сталі для виготовлення трубчастого магазина. Натомість, подібно до інших виробників, для магазинів стали використовувати латунь. Цим вдалось позбутись проблеми іржі, на яку страждали попередні моделі гвинтівок Мерлін .22 калібру. Модель 60 також має ствол з 16 мікро-нарізами, нанесеними з використанням розробленої в 1953 році фірмової технології англ. Micro-Groove. Ця технологія нанесення нарізів на ствол разом з особливою формою дула значно підвищила влучність бою гвинтівки в порівнянні з традиційним методом нанесення меншої кількості глибших нарізів, які більше зминали кулю при русі каналом ствола.
Починаючи з 1985 року ударно-спусковий механізм гвинтівки має запатентований затвор, що залишається відкритим в середній точці свого ходу після пострілу останнім набоєм з магазина. Ця особливість дозволяє безпечно оглянути патронник і перевірити наявність в ньому набою. Також це допомагає стрільцеві дізнатись про порожній магазин.
Наприкінці 1980-х років місткість магазина і гвинтівки була зменшена на вимогу законодавства Нью-Джерсі до 15 набоїв. Протягом кількох років середини 1980-х гвинтівки моделі 60 мали і механізм, що залишав напіввідкритим затвор після останнього пострілу, і магазин на 18 набоїв. Ці гвинтівки користуються особливим попитом серед користувачів Моделі 60. Наступні модифікації гвинтівки мали помітно коротший магазин, завдяки чому їх і відрізняють від гвинтівок випуску попередніх років. Потім, на початку 2000-х ствол був вкорочений з 22 до 19 дюймів (з 559 до 483 мм), аби відповідати довжині магазина зменшеної місткості. Цим була вкорочена загальна довжина гвинтівки з 40,5 до 37,5 дюймів (з 1029 до 953 мм). На гвинтівки з незйомними трубчастими магазинами не поширювались обмеження федеральної заборони на штурмові гвинтівки. Мерлін також виготовляє зброю на експорт з урахуванням національного законодавства та обмежень в країнах призначення.
Незважаючи на невеликі зміни конструкції з 1960 року між гвинтівками залишається зворотня сумісність майже всіх складових. Магазин та окремі частини ударно-спускового механізму сумісні лише з деталями тієї ж модифікації.